# Listner Pierre-Louis
Listner Kelnel Pierre-Louis (Montfermeil, 31 gennaio 1989) è un calciatore francese naturalizzato haitiano, attaccante del Rumilly-Vallières.